# Eisen-Wasserstoff-Widerstand

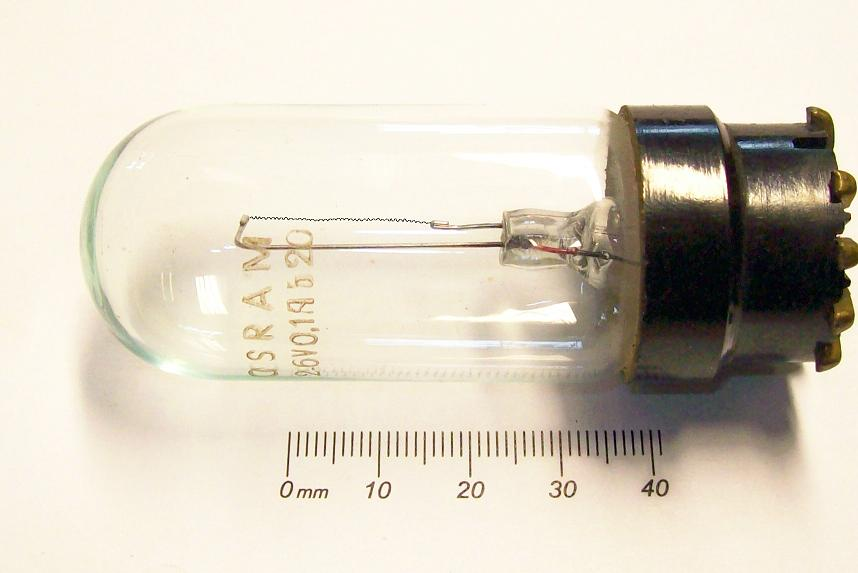
Eisen-Wasserstoff-Widerstand für 2 bis 6 Volt / 0,1 Ampere

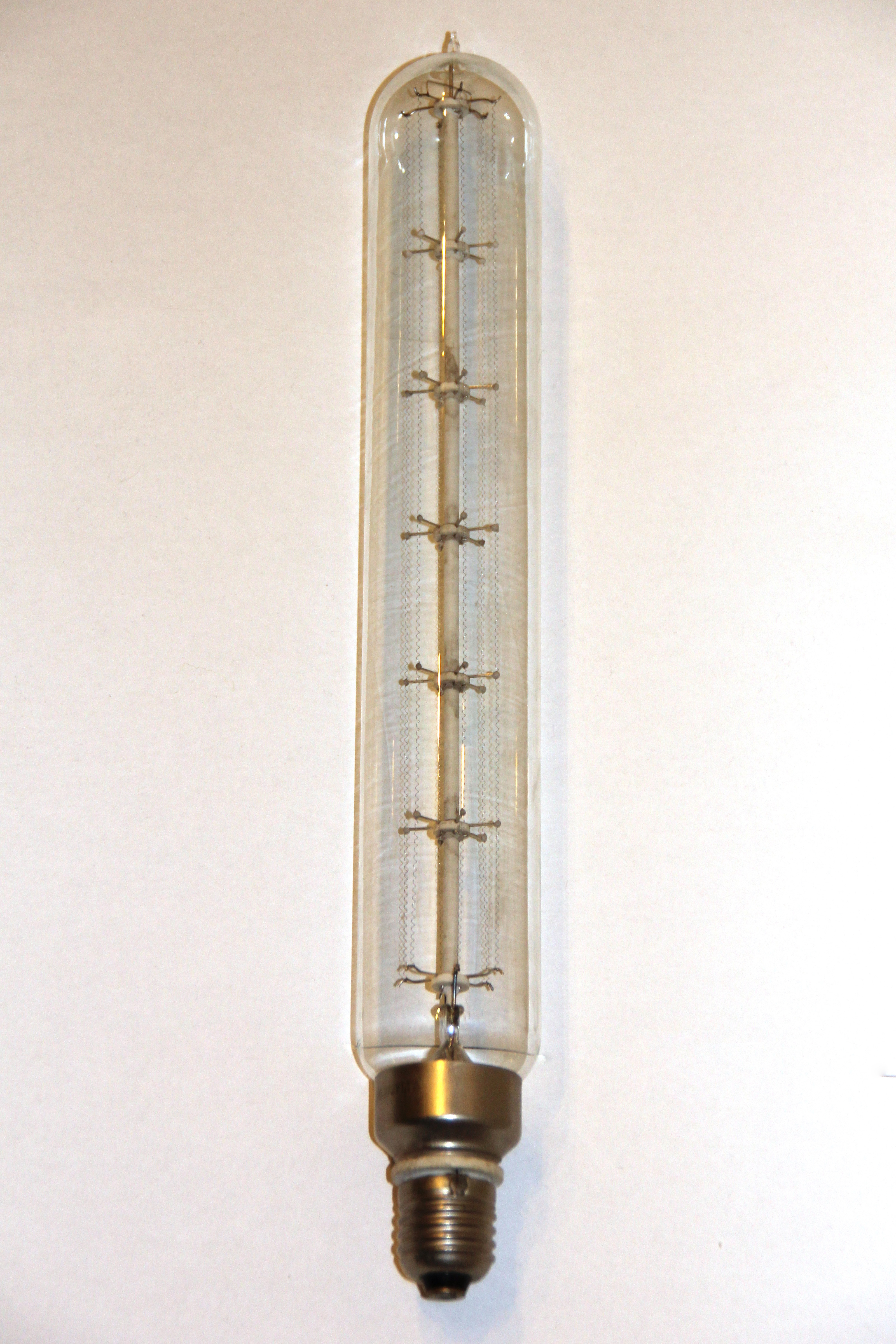
Großer Eisen-Wasserstoff-Widerstand von Narva für 90 bis 270 V / 1,1 A. 36 cm Gesamtlänge und E27-Fassung

Ein Eisen-Wasserstoff-Widerstand ist ein Kaltleiter und besteht aus einem mit Wasserstoff gefüllten Glaskolben, ähnlich einer Glühlampe, in dem sich ein Eisendraht befindet. Eisen-Wasserstoff-Widerstände dienten der Bereitstellung eines definierten Stroms trotz (in Grenzen) variierender Spannung (Konstantstromquelle). Heute haben sie keine Bedeutung mehr, da Konstantstromquellen als elektronische Schaltung realisiert werden.

## Funktion

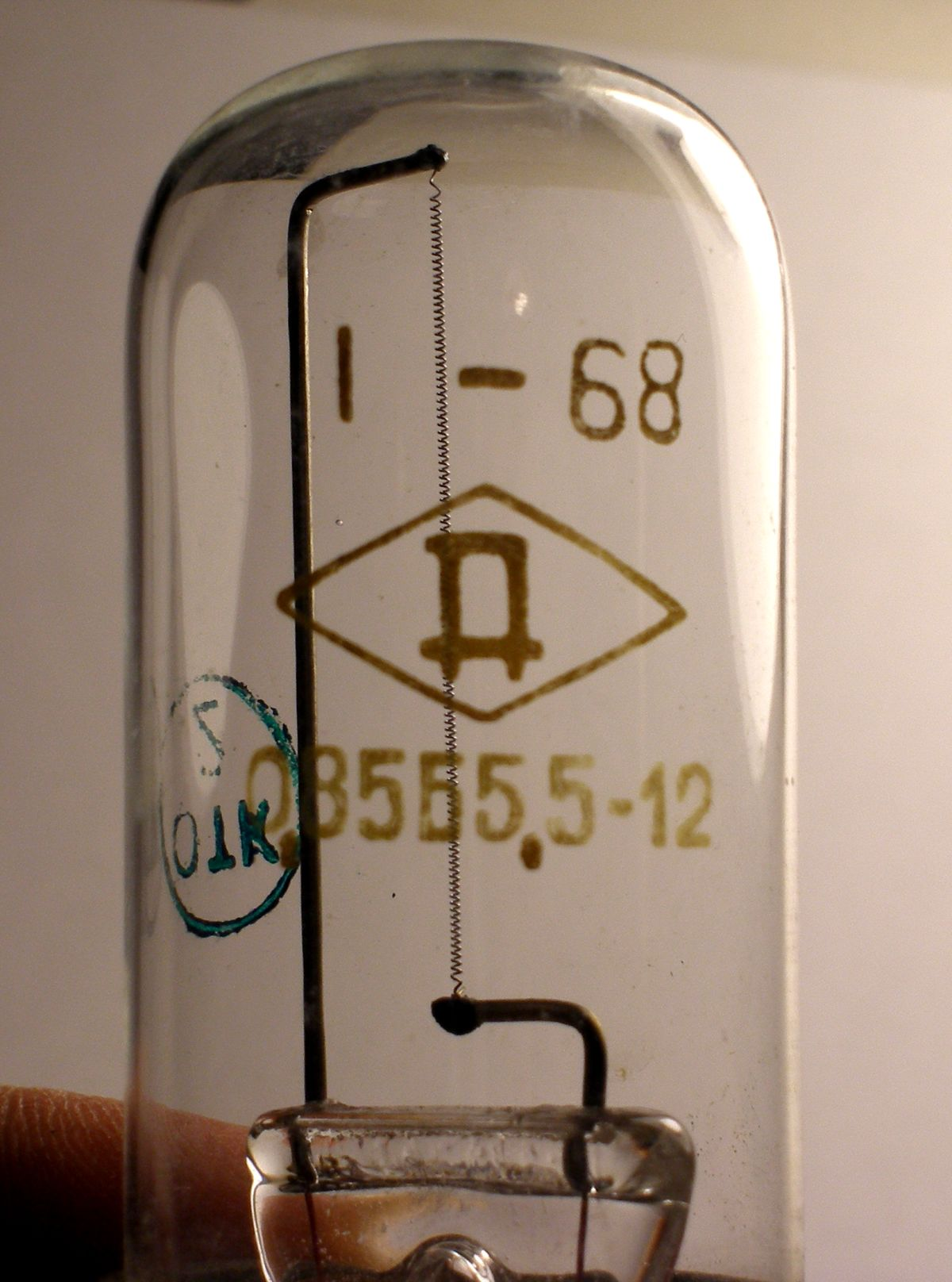
Nahaufnahme, in der Mitte in vertikaler Lage der gewendelte Eisendraht

Eisen-Wasserstoff-Widerstände sind Kaltleiter und Konstantstromquellen. Wird der Widerstandsdraht so belastet, dass seine Temperatur etwa 700 °C beträgt, kommt die Temperaturabhängigkeit des elektrischen Widerstands des Eisens zum Tragen. Eine Abweichung von der Sollspannung führt zu einer Veränderung der Temperatur und damit des Widerstandswerts. Dadurch wird ein annähernd konstanter Strom am Ausgang bereitgestellt (siehe I-U-Kennlinie).

I-U-Kennlinie des Eisen-Wasserstoff-Widerstands

Bei steigender Spannung, und damit einhergehender größerer Erwärmung, nimmt der Wert des Widerstandes sprunghaft zu und es bildet sich eine dunkelrot glühende Zone im Draht aus. Bei weiter steigender Spannung wird diese Zone immer länger zu Lasten des nicht glühenden Abschnitts. Die Wasserstofffüllung schützt das Eisen nicht nur vor Oxidation, sondern verursacht auch den Effekt, dass um 700 °C die Löslichkeit des Wasserstoffs im Eisen sprunghaft zunimmt und damit auch der elektrische Widerstand.

## Anwendung
Eisen-Wasserstoff-Widerstände wurden als Vorwiderstände zum Betrieb von Nernstlampen entwickelt. Eine etwas größere Bedeutung hatten sie zwischenzeitlich in der Rundfunktechnik als Heizkreisregelröhren. Außerdem wurden sie in Entregungseinrichtungen für Synchronmaschinen und großen Drosseln eingesetzt.